# Guillemette Morand
Pour les articles homonymes, voir Morand.
Guillemette Morand née le 1er juin 1911 à Paris 18e où elle est morte le 30 novembre 1989 est une artiste peintre française. Elle fait partie de l'École de Montmartre. Elle vécut à la cité Montmartre-aux-artistes (189, rue Ordener dans le 18e arrondissement).

## Biographie
« Depuis son enfance, les saltimbanques la hantent. Née à Montmartre, mais d'une famille originaire du nord de la France, elle dit que dans ce triste pays de briques, les baladins avaient sur elle un prestige extraordinaire ».

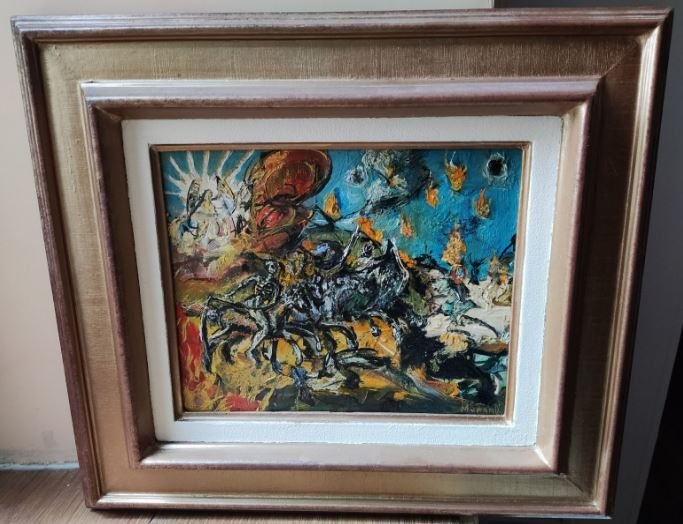
Les Cavaliers de l'Apocalypse, collection privée

En mai 1958, Guillemette Morand accroche aux cimaises de la Galerie Vendôme trente-cinq toiles qu'elle a brossées en 1957, énonçant par les paysages présentés qu'elle a cette année-là parcouru la France, l'Espagne et l'Italie, y plaçant toujours entre autres des baladins en corrélation avec ses réminiscences de rêveries enfantines. Ce qui frappe la revue Connaissance des arts pour l'ensemble de l'exposition, c'est la dominante de la couleur blanche d'une part, la suggestion omniprésente de l'élément de feu d'autre part, qu'il soit simple chandelle dans une nature morte ou feu d'herbe qui, dans un paysage, « suggère l'idée de la fonte des formes sous l'action de la chaleur atmosphérique ».
Guillemette Morand, « qui peignait sans arrêt », qui disait « Venez, mes rêves, afin que je vous transfigure », est de ces femmes peintres figuratives qui, avec Andrée Bordeaux-Le Pecq, Germaine Lacaze, Geneviève Gavrel, Renée Béja et Marguerite Bermond, peuvent être rangées parmi les héritières des peintres de la réalité poétique.

## Œuvres

### Livres illustrés
- Pierre Osenat, Poèmes choisis, préface de Jacques Prévert, illustrations de Jean Vénitien et Guillemette Morand, Éditions Armand Henneuse, Paris, 1969.

### Fresques murales
- Lycée Jules-Ferry, boulevard de Clichy, Paris.

## Expositions

### Expositions personnelles
- Galerie Max Rohr, Berne, mars 1951.
- Galerie des beaux-arts, Genève, avril 1951.
- Guillemette Morand, gouaches, Galerie Stiebel, 30, Rue de Seine, Paris, avril-mai 1955[2].
- Galerie Vendôme, 12, rue de la Paix, Paris, mai-juin 1958[5],[6], mai 1969.
- Galerie de Courcelles, Paris, 1959[7].
- Expositions à New York et Tel-Aviv, non datées.
- Vente de l'atelier Guillemette Morand, chez Isabelle Goxe et Laurent Belaïsch, Enghien-les-Bains, jeudi 11 septembre 2014.

### Expositions collectives
- Salon des indépendants, Paris, 1936 à 1950.
- Salon de mai, Paris, 1949[8].
- Salon d'automne, Paris, 1929 à 1943[9].
- Salon des Tuileries, Paris, 1943.
- Salon de la Société nationale des beaux-arts, Paris, non daté.
- Musée Galliera, Le pétrole vu par 100 peintres, Paris, 1959. Œuvre exposée : Le Buisson ardent de Moïse.[10]
- Peintures de poches - Lucien Fontanarosa, Pierre Garcia-Fons, Guillemette Morand, Michel Patrix, Éliane Thiollier, Robert Wogensky…, Galerie Epona, Paris, décembre 1960[11].
- L'amour - Michel Ciry, Lucien Fontanarosa, Michel de Gallard, Pierre Garcia-Fons, Guillemette Morand, Michel Patrix…, Galerie Epona, Paris, avril 1961.
- Salon de l'Union des Femmes Peintres et Sculpteurs (UFPS), Paris, 1965.
- Première exposition internationale des arts de Téhéran, Centre des expositions internationales, Téhéran, décembre 1974 - janvier 1975[12].
- Exposition de l'art français contemporain, Musée du Luxembourg, Paris, non datée.

## Réception critique
- « La plus grande surface est occupée par des paysages aux couleurs également vives, qu'elles soient celles du ciel ou celles d'un premier plan de prairie, de route, d'arbre ou de maison,. Dans ces paysages, de petits personnages dansent, brandissent des torches, jouent de la guitare: ils ressemblent, par leur animation, aux petits personnages de Callot qui, lui aussi, se complut à décrire la vie des bohémiens. De l'ensemble se dégage une impression de féérie qui rappelle celle des tableaux de Carzou » - Connaissance des arts[2]
- « Peintre ou poète ? Guillemette Morand est certainement les deux. Qu'elle se laisse aller à un certain mysticisme, qu'elle transcrive un paysage du Var ou de l'Île-de-France, qu'elle peigne des matures mortes, ou bien encore des baladins, partout transparaît ou se devine la plus subtile poésie. On la devine à la fois poète et fantaisiste, mais aussi un peintre dans toute l'acception du terme. Chacune de ses toiles est un éclatement de couleurs dans une harmonie bien déterminée, rouge, mauve, verte, elle atteint aux limites de l'audace sans jamais franchir celles du bon goût. Une œuvre forte et solide. » - Pierre Imbourg[7]
- « Inspirée, magicienne de la couleur et de la forme, peintre et poète jusqu'au bout de la brosse dont l'art, libre, est marqué par un style - hors de toute manière - où s'accordent comme rarement le faire et la pensée. » - Jean Chabanon[13]
- « Une palette chargée d'expressionnisme, une vision baroque et chahutée d'une grande originalité. » - Gérald Schurr[14]
- « Ses envois au Salon annuel des femmes peintres sont des plus remarqués... » - Dictionnaire Bénézit[8]

## Prix et distinctions
- Prix Antral 1946.
- Prix Hallmark, 1949 (avec Édouard Goerg) pour son tableau Nativité à Saint-Paul-de-Vence[15].
- Prix Farman 1965.
- Prix Francis Smith 1967.

## Collections publiques

### États-Unis
- Museum of Modern Art, New York.

### France
- Musée national d'art moderne, Paris.
- Musée d'art moderne de la ville de Paris.
- Musée du Domaine départemental de Sceaux.
- Musée Calvet, Avignon, Nature morte à la bougie[16].
- Musée des beaux-arts de Cambrai, Les iris, peinture.
- Musée des beaux-arts de Lyon.
- Centre national des arts plastiques, dont dépôts: Sous-Préfecture de Moselle, Sarrebourg (La plaine aux tournesols, peinture), Préfecture du Tarn, Albi (Le ciel bleu, dessin).
- Fonds national d'art contemporain, Puteaux, dont dépôt: Lycée Jules-Ferry (Paris).

## Collections privées
- Henri Braun-Adam[17].
- Hallmark Art Collection, Kansas City (Missouri).